# Іванівська селищна територіальна громада (Херсонська область)
Іванівська селищна територіальна громада —  територіальна громада в Україні, у Генічеському районі Херсонської області. Адміністративний центр — селище Іванівка.
Площа громади — 620,22 км², населення — 9465 мешканців (2017).
Громада утворена 30 травня 2017 року шляхом об'єднання Іванівської селищної ради та Балашівської, Благодатненської, Воскресенської, Нововасилівської, Новомиколаївської, Новосеменівської, Трохимівської, Шотівської сільських рад Іванівського району.
17 липня 2020 року, в результаті адміністративно-територіальної реформи та ліквідації Іванівського району, громада увійшла до складу Генічеського району Херсонської області.

## Населені пункти
До складу громади входять: 4 селища (Веселівка, Іванівка, Новознаменка, Федорівка) та 24 села (Агаймани, Балашове, Благодатне, Воскресенка, Дмитрівка, Дружбівка, Захарівка, Зелений Гай, Квіткове, Любимівка, Мартівка, Михайлівка, Нововасилівка, Новодмитрівка Друга, Новодмитрівка Перша, Новомиколаївка, Новосеменівка, Тимофіївка, Трохимівка, Українське, Хліборобне, Широка Балка, Шотівка, Щасливе).